# Aldi
Aldi (viết là ALDI) là thương hiệu chung của hai chuỗi cửa hàng siêu thị giảm giá thuộc sở hữu gia đình của Đức với hơn 10.000 cửa hàng tại 20 quốc gia và tổng doanh thu ước tính hơn 50 tỷ euro. Chuỗi cửa hàng này được thành lập bởi anh em Karl và Theo Albrecht vào năm 1946 khi họ tiếp quản cửa hàng của mẹ ở Essen. Doanh nghiệp được tách thành hai nhóm riêng biệt vào năm 1960, sau đó trở thành Aldi Nord, có trụ sở chính tại Essen và Aldi Süd, có trụ sở chính tại Mülheim. Năm 1962, công ty giới thiệu tên mới Aldi (viết tắt âm tiết của Al brecht Di skont), được phát âm là [ˈaldiː] ⓘ. Tại Đức, Aldi Nord và Aldi Süd tách biệt về tài chính và pháp lý kể từ năm 1966, mặc dù tên của cả hai bộ phận có thể xuất hiện như thể chúng là một doanh nghiệp duy nhất với một số cửa hàng thương hiệu nhất định hoặc khi thương lượng với các công ty thầu. Tên doanh nghiệp chính thức là Aldi Einkauf GmbH & Compagnie, oHG.
Hoạt động tại Đức của Aldi bao gồm 35 công ty khu vực riêng lẻ của Aldi Nord với khoảng 2.500 cửa hàng ở miền tây, miền bắc và miền đông nước Đức, và 32 công ty khu vực của Aldi Süd với 1.600 cửa hàng ở miền tây và miền nam nước Đức. Trên phạm vi quốc tế, Aldi Nord hoạt động tại Đan Mạch, Pháp, các quốc gia Benelux, Bồ Đào Nha, Tây Ban Nha và Ba Lan, trong khi Aldi Süd hoạt động tại Ireland, Vương quốc Anh, Hungary, Thụy Sĩ, Úc, Trung Quốc, Ý, Áo và Slovenia. Cả Aldi Nord (trong vai Trader Joe's) và Aldi Süd (trong vai Aldi) cũng hoạt động tại Hoa Kỳ với 1.600 cửa hàng giữa họ vào năm 2017. Hơn nữa, Mỹ là quốc gia duy nhất có cả hai công ty Aldi hoạt động bên ngoài Đức.